# Elaenia
Elaenia är ett av två släkten elenior i familjen tyranner inom ordningen tättingar. Släktet omfattar 22 arter med utbredning från södra Mexiko till norra Argentina samt i Västindien:
- Tofselenia (E. cristata)
- Orangekronad elenia (E. ruficeps)
- Skifferelenia (E. strepera)
- Fjällryggig elenia (E. gigas)
- Småhuvad elenia (E. sordida)
- Jätteelenia (E. dayi)
- Höglandselenia (E. obscura)
- Gulbukig elenia (E. flavogaster)
- Kortnäbbad elenia (E. parvirostris)
- Brun elenia (E. pelzelni)
- Större elenia (E. spectabilis)
- Noronhaelenia (E. ridleyana)
- Olivelenia (E. mesoleuca)
- Mindre elenia (E. chiriquensis)
- Ecuadorelenia (E. brachyptera)
- Vittofsad elenia (E. albiceps)
- Sierraelenia (E. pallatangae)
- Bergelenia (E. frantzii)
- Tepuíelenia (E. olivina)
- Karibelenia (E. martinica)
- Större jamaicaelenia (E. fallax)
- Hispaniolaelenia (E. cherriei)